# 若宮川
若宮川（わかみやがわ）は、福島県二本松市を流れる河川であり、一級水系阿武隈川水系の一次支流である。

## 地理
福島県二本松市北東部、針道地区北西部の木幡地区との境界にほど近い山間部を源流とし、東へ流れ市内太田地区中心部を経由し阿武隈川に注ぐ。指定区間流路延長は8.40Km。全体にわたり福島県道62号原町二本松線に沿う。

## 流域の自治体
福島県
- 二本松市

## 主な支流
- 大北川
- 菅田川

## 主な橋梁
下流より記載
- 島山橋（二本松市道）
- 萩ノ田橋（福島県道40号飯野三春石川線・福島県道62号原町二本松線）
- 早稲田橋（福島県道40号飯野三春石川線・福島県道62号原町二本松線）

## 周辺
- 東和ロードレーススタート・ゴールゲート
- 太田郵便局